# 暴雨警告

美國暴雨警告旗幟

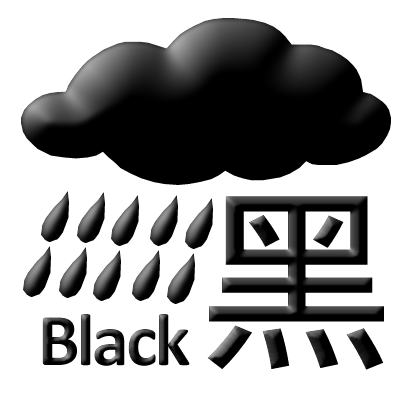
香港黑色暴雨警告之圖示

，是全球各處經常受暴雨影響的地區，於暴雨侵襲時發出的警告。用以通知當地居民及民防組織採取適當的防禦或撤離措施。暴雨警告亦有助確保當地的應急服務機關做好準備，處理暴雨所引起的混亂情況及緊急救援工作。

## 各地的暴雨警告
- 中国大陆暴雨预警信号
- 香港暴雨警告信號
- 澳門暴雨警告信號
- 日本大雨警報